# الدوري النرويجي الممتاز 1954–55
الدوري النرويجي الممتاز 1954–55 (بالنرويجية: Hovedserien 1954–55)‏ هو موسم من الدوري النرويجي الممتاز. أشرف على تنظيمه اتحاد النرويج لكرة القدم، وكان عدد الأندية المشاركة فيه 16، وفاز فيه Larvik Turn ‏.